# Jean-Marie Vincent
Jean-Marie Vincent, född 6 mars 1934 i Nancy, död 6 april 2004 i Paris, var en fransk filosof och marxistisk teoretiker. Han var en av grundarna av Parti socialiste unifié. 

## Biografi
Vincent har i sin forskning särskilt belyst marxismens förhållande till staten, bland annat i Italien, Frankrike och Tyskland. År 1976 publicerade han La théorie critique de l'École de Francfort, ett verk om Frankfurtskolans kritiska teori. Vincents magnum opus Critique du travail från 1987 innehåller en omtolkning av marxismen i ljuset av Georg Lukács, Ernst Blochs och Martin Heideggers teoretiska arbeten.